# Campionati del mondo di atletica leggera indoor 2014 - 3000 metri piani maschili
La specialità dei 3000 metri piani maschili si è tenuta il 7 e il 9 marzo 2014 presso l'Ergo Arena di Sopot, in Polonia. Alla competizione hanno partecipato tutti e 20 gli atleti qualificati, ma in seguito i 2 atleti marocchini sono risultati positivi ad un controllo antidoping.

## Risultati

### Batterie
Si qualificano i primi 4 atleti di ogni batteria e i quattro migliori tempi.
| Class | Batteria | Nome                    | Nazionalità   | Tempo   | Note                          |
| ----- | -------- | ----------------------- | ------------- | ------- | ----------------------------- |
| 1     | 2        | Caleb Ndiku             | Kenya         | 7:42.75 | Q                             |
| 2     | 2        | Hagos Gebrhiwet         | Etiopia       | 7:42.95 | Q                             |
| 3     | 2        | Bernard Lagat           | Stati Uniti   | 7:42.98 | Q                             |
| 4     | 2        | Hayle Ibrahimov         | Azerbaigian   | 7:43.15 | Q                             |
| 5     | 2        | Cameron Levins          | Canada        | 7:44.04 | q                             |
| 6     | 2        | Zane Robertson          | Nuova Zelanda | 7:44.16 | q,                            |
| 7     | 1        | Augustine Kiprono Choge | Kenya         | 7:44.85 | Q                             |
| 8     | 1        | Dejen Gebremeskel       | Etiopia       | 7:45.09 | Q                             |
| 9     | 1        | Galen Rupp              | Stati Uniti   | 7:45.23 | Q                             |
| 10    | 1        | Andy Vernon             | Gran Bretagna | 7:45.49 | Q,                            |
| 11    | 1        | Elroy Gelant            | Sudafrica     | 7:45.85 | q                             |
| 12    | 1        | Collis Birmingham       | Australia     | 7:46.15 | q,                            |
| 13    | 2        | Antonio Abadía          | Spagna        | 7:46.36 | Miglior prestazione personale |
| dq    | 1        | Othmane El Goumri       | Marocco       | 7:48.83 | Doping                        |
| 14    | 1        | Ali Kaya                | Turchia       | 7:51.27 |                               |
| 15    | 1        | Łukasz Parszczyński     | Polonia       | 7:52.91 |                               |
| 16    | 1        | Youssouf Hiss Bachir    | Gibuti        | 7:53.96 |                               |
| dq    | 2        | Abdelhadi Labäli        | Marocco       | 7:54.32 | Doping                        |
| 17    | 2        | Jonathan Mellor         | Gran Bretagna | 8:03.17 |                               |
| -     | 2        | Yoann Kowal             | Francia       | dq      | R163.3(b)                     |

### Finale
| Pos | Name                    | Nazione       | Tempo   | Note |
| --- | ----------------------- | ------------- | ------- | ---- |
| 1   | Caleb Ndiku             | Kenya         | 7:54.94 |      |
| 2   | Bernard Lagat           | Stati Uniti   | 7:55.22 |      |
| 3   | Dejen Gebremeskel       | Etiopia       | 7:55.39 |      |
| 4   | Galen Rupp              | Stati Uniti   | 7:55.84 |      |
| 5   | Hagos Gebrhiwet         | Etiopia       | 7:56.34 |      |
| 6   | Hayle Ibrahimov         | Azerbaigian   | 7:56.37 |      |
| 7   | Elroy Gelant            | Sudafrica     | 7:57.31 |      |
| 8   | Cameron Levins          | Canada        | 7:57.37 |      |
| 9   | Augustine Kiprono Choge | Kenya         | 7:57.46 |      |
| 10  | Collis Birmingham       | Australia     | 7:57.55 |      |
| 11  | Andy Vernon             | Gran Bretagna | 7:58.25 |      |
| 12  | Zane Robertson          | Nuova Zelanda | 8:01.81 |      |